# Orthotrichia adunca
Orthotrichia adunca är en nattsländeart som beskrevs av Yang och Xue 1992. Orthotrichia adunca ingår i släktet Orthotrichia och familjen smånattsländor. Inga underarter finns listade i Catalogue of Life.